# Estação Tchertanovskaia

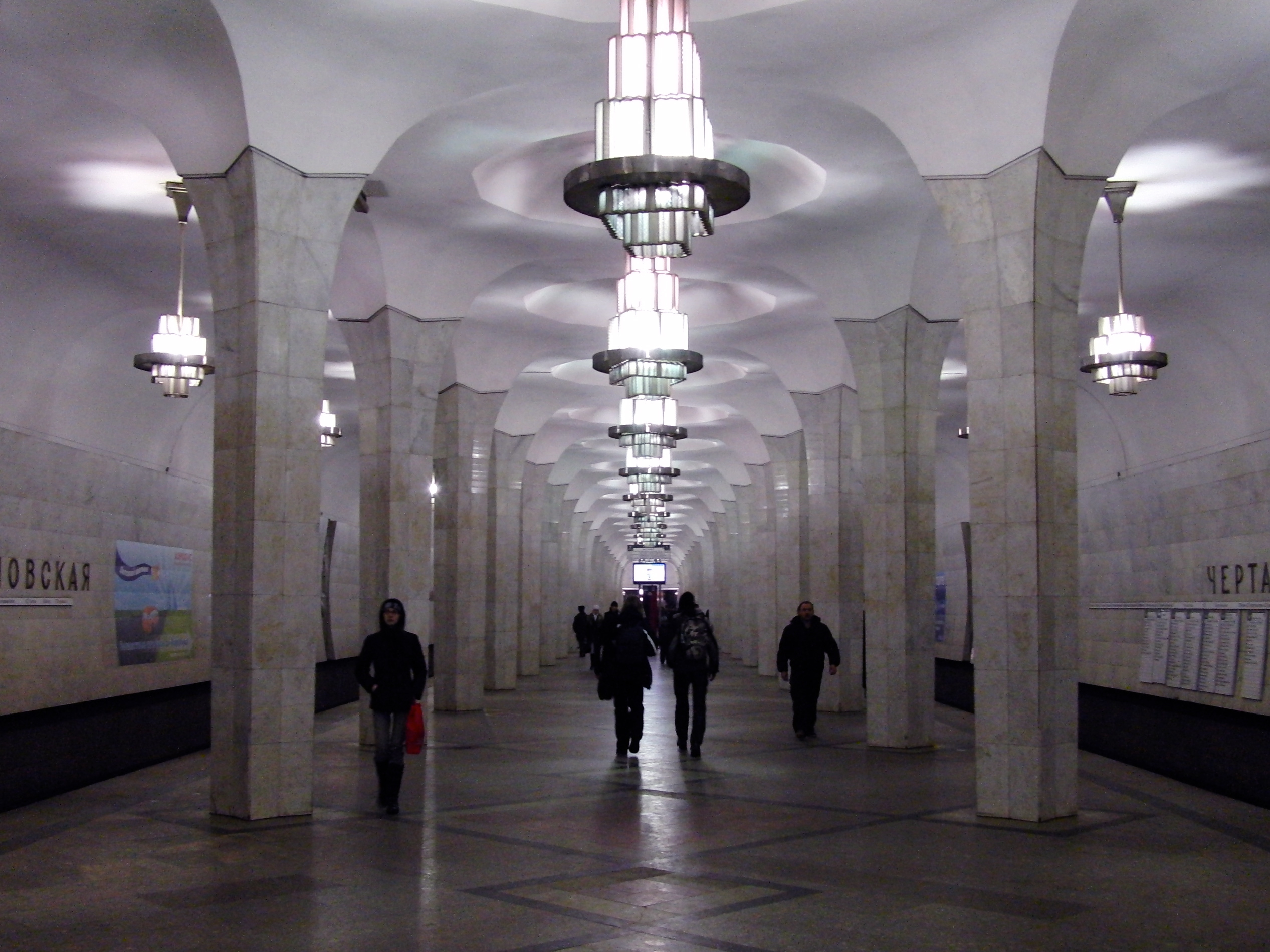
Foto da estação de Estação Tchertanovskaia na Rússia

Tchertanovskaia (em russo:  Чертановская) é uma das estações da linha Serpukhovsko-Timiriasevskaia (Linha 9) do Metro de Moscovo, na Rússia. Estação «Tchertanovskaia» está localizada entre as estações «Iujnaia» e «Sevastopolhskaia».